# Hás megye
Hás megye (perzsa nyelven: شهرستان خاش) Irán Szisztán és Beludzsisztán tartományának keleti elhelyezkedésű megyéje az ország keleti részén. Hás megye a tartomány második legnagyobb területű megyéje. Keleten Pakisztán (Beludzsisztán tartomány Csági kerülete), valamint az iráni Mirdzsáve megye határolja, délen Szaraván megye, Szib és Szurán megye és Mehresztán megye, délnyugatról Iránsahr megye, északnyugatról Záhedán megye veszi körbe. A megye lakossága 2011-ben 161 918 fő volt. A megye három kerületre osztható: Központi kerület, Irándegán kerület és Postkuh kerület. A megyében három város található: az 56 683 fős megyeszékhely, Hás, a 4868 fős Eszmáilábád, illetve  a 765 fős Deh-e Raisz.
Taftán megye 2012-ben jött létre az addig Hás megyéhez tartozó Nukábád kerületből.

## Népesség
| 2016 | 173 821 |

## Fordítás
- Ez a szócikk részben vagy egészben  a   Khash County című angol Wikipédia-szócikk ezen változatának fordításán alapul.  Az eredeti cikk szerkesztőit annak laptörténete sorolja fel. Ez a jelzés csupán a megfogalmazás eredetét és a szerzői jogokat jelzi, nem szolgál a cikkben szereplő információk forrásmegjelöléseként.